# Jay Williams (Schriftsteller)
Jay Williams (* 31. Mai 1914 in Buffalo, New York; † 12. Juli 1978) war ein US-amerikanischer Autor von Science-Fiction (oft Jugendbüchern), Fantasy, historischen Romanen, Sachbüchern und Theaterstücken.

## Leben
Williams wurde in Buffalo, New York, geboren. Seine Eltern waren Max und Lillian Jacobson. Er führte seine Erfahrung, als Sohn eines Vaudeville-Show-Produzenten aufzuwachsen als entscheidend an, sich bereits im College für eine Schauspielkarriere zu interessieren.
Er besuchte sowohl die University of Pennsylvania (1932–33) als auch die Columbia University (1934), wo er an Amateur-Theateraufführungen mitarbeitete.
Williams und seine Frau Barbara Girdansky heirateten am 3. Juni 1941. Ihre Kinder sind ein Sohn, Christopher („Chris“) und eine Tochter, Victoria.
Jay Williams starb im Alter von 64 Jahren an einem Herzanfall am 12. Juli 1978 während einer Reise nach London.

## Karriere

### Frühe Karriere
Am Ende der Weltwirtschaftskrise verließ er die Schule und arbeitete zunächst als Komiker in den New Yorker Borscht-Belt-Feriensiedlungen. Von 1936 bis 1941 war Jay Williams als Presseagent für Dwight Deere Winman, Jed Harris und die Hollywood Theatre Alliance tätig. Williams spielte sogar eine Hauptrolle in dem 1953 produzierten Film Little Fugitive, der in Cannes mit dem Filmpreis ausgezeichnet wurde.
Williams diente im Zweiten Weltkrieg in der Armee und erhielt ein Purple Heart. Während des Dienstes veröffentlichte er 1943 sein erstes Buch Das gestohlene Orakel. Nach seiner Entlassung aus dem Militär 1945 widmete er sich dem Schreiben in Vollzeit.

### Werk
Insgesamt veröffentlichte Williams über 79 Bücher, darunter 11 Bilderbücher, 39 Kinderbücher, 7 Kriminalromane, 4 Sachbücher, 8 historische Romane und ein Theaterstück. Am bekanntesten im englischsprachigen Raum dürfte seine Danny Dunn-Serie von Science-Fiction und Fantasy-Romanen für Jugendliche sein, die er zusammen mit Raymond Abrashkin verfasste. Obwohl Abrashkin bereits 1960 starb, bestand Williams darauf, dass Abrashkin weiterhin als Co-Autor aller 15 Bücher dieser Serie, die von 1956 bis 1977 fortgesetzt wurde, genannt werden sollte. Von Williams wird gesagt, dass er jedes Jahr mehr als 1.000 Fanbriefe von seinen jugendlichen Lesern persönlich beantwortet habe.
Williams schrieb zahlreiche Krimis für junge Leser, etwa seinen ersten Roman The Stolen Oracle, sowie The Counterfeit African (1945) und The Roman Moon Mystery. Weiterhin schrieb er unter dem Pseudonym Michael Delving Kriminalromanen für Erwachsene, wobei der Name möglicherweise eine Anspielung auf Der Herr der Ringe ist. Eine seiner Serien dreht sich um den Amerikaner Dave Cannon, einen Sammler seltener Bücher und Manuskripte. Sie spielt in Großbritannien.
Jay Williams schrieb auch eine Reihe von erfolgreichen historischen Romanen für Erwachsene, darunter The Witches, ein Blick auf die Ausrottung der heilkundigen Frauen in Schottland, Salomon und Sheba, Die Belagerung, eine Geschichte der Kriege des 13. Jahrhunderts, die vom Papst gegen die Katharer initiiert wurden, Morgenfeuer (1964), das während des Dritten Kreuzzuges spielt, und The Rogue from Padua, ein in der Renaissance angesiedelter Roman.
In seinen zahlreichen spekulativen Science-Fiction-Geschichten galt Williams Interesse der Zukunft. Oft wurden diese im The Magazine of Fantasy and Science Fiction veröffentlicht. Acht dieser Geschichten erschienen unter dem Titel Unearthly Beasts. Sein Roman Uniad zeigt eine Welt, in der die Individualität fast verschwunden ist. Sein Roman The Forger behandelt Kommerzialisierung und Kunstbetrieb sowie die Beziehung zwischen Kunst und dem wahren Leben. In Der Krake wird das Leben in einer nordisch geprägten, mittelalterlichen Welt beschrieben. Das Buch endet mit Kritik an der heutigen Umweltzerstörung.
Williams schrieb auch Sachbücher: The Middle Ages, Knights of the Crusades, The Spanish Armada und Joan of Arc, sowie sein Hauptwerk über den Zweiten Weltkrieg für Jugendliche, The Battle for the North Atlantic. Er war bekannt für seine umfangreichen Recherchen, sowohl für fiktive Werke als auch Sachliteratur.
Über die Umwelt schrieb er in Fall of the Sparrow, der das, oft durch den Menschen verursachte, Aussterben von zahlreichen Tier- und Vogelarten beschreibt. Weiterhin schrieb er ein Reisebuch, A Change of Climate, in dem er eine Europareise mit seinem Sohn Chris dokumentiert.

## Werke
- Leonardo da Vinci : Abenteuer des Geistes. Ensslin u. Laiblin, Reutlingen 1966.
- Einbruch bei Tage. Maier, Ravensburg 1980, ISBN 3-473-39590-0.
- Der Krake. Maier, Ravensburg 1981, ISBN 3-473-38675-8.
- Philbert der Furchtsame. Lesen-und-Freizeit-Verlag, Ravensburg 1984, ISBN 3-88884-106-2.